# Katedrála svatého Vladimíra (Chersonésos)
Katedrála svatého Vladimíra (rusky Владимирский кафедральный собор) je pravoslavný chrám na území antického řeckého města Chersonésos (dnes Gagarinský rajón Sevastopolu) na Krymu. Stojí nad ruinami původní byzantské baziliky, ve které mělo roku 988 dojít k pokřtění ruského velkoknížete Vladimíra I., jemuž je chrám také zasvěcen.

## Historie chrámu
Podle církevní tradice i podle historických pramenů byl v Chersonésu, z nějž se dnes dochovaly pouze ruiny, roku 988 pokřtěn ruský kníže Vladimír I. Svjatoslavič.
Kníže proslul zejména tím, že v Kyjevské Rusi zavedl křesťanství (za což byl v polovině 13. století svatořečen). Místo, kde byl svatý Vladimír pokřtěn, má tak pro východní Slovany mimořádný symbolický význam.
Není proto divu, že nedlouho po připojení Krymu k Rusku se objevil první návrh na záchranu místa, kde první ruský kníže možná přijal křesťanství. Přišel s ním vrchní velitel černomořské flotily, viceadmirál A. S. Greig. Právě z jeho iniciativy byly v Chersonésu roku 1827 provedeny první archeologické vykopávky pod vedením předního ruského lékaře německého původu Karla Friedricha Kruse. Během těchto prací byly odkryty pozůstatky starých křesťanských chrámů, mezi nimiž zaujala badatele zejména bazilika křížového půdorysu, která stála uprostřed hlavního náměstí zaniklého města. Ta totiž odpovídala popisu v Nestorově letopisu Pověst dávných let (12. století), kde kronikář hovoří o chrámu „uprostřed města, kde se schází Chersonésané na trh“.
Na počátku 30. let 19. století švýcarský historik a archeolog Frédéric Dubois de Montpéreux, který se v té době zabýval výzkumem Krymu a Kavkazu, vyjádřil přesvědčení, že svatý Vladimír byl pokřtěn právě v tomto objektu (chrám sv. Vasila). Tím byly definitivně rozptýleny pochybnosti. Již roku 1850 zde byl založen klášter svatého Vladimíra a 23. srpna 1861 byl za přítomnosti cara Alexandra II. Nikolajeviče a jeho choti Marie Alexandrovny položen základní kámen nového chrámu, postaveného nad pozůstatky původní baziliky.

## Výstavba

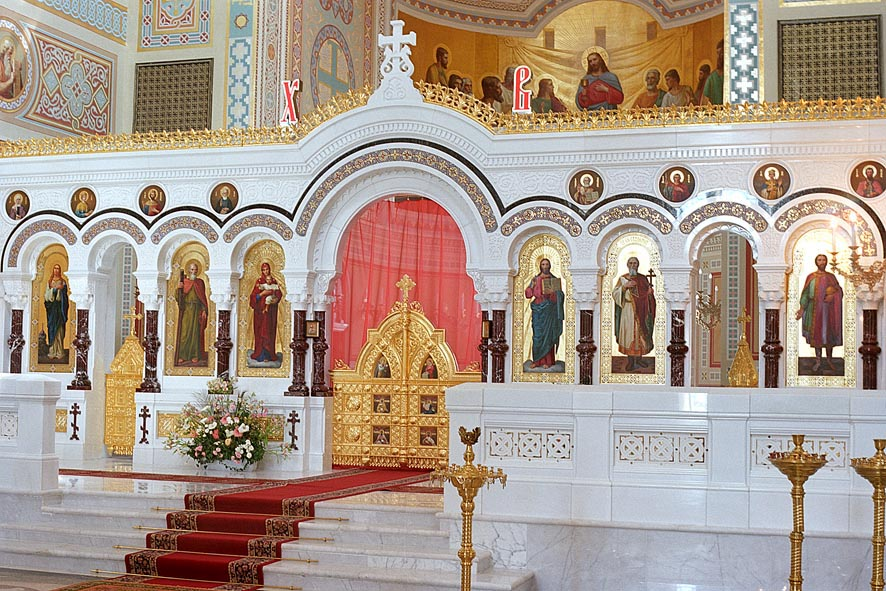
Hlavní ikonostas

Autorem projektu katedrály svatého Vladimíra byl petrohradský architekt David Ivanovič Grimm, který vypracoval projekt v neobyzantském stylu. Výstavba byla financována z darů trvala 30 let. Jedná se o druhý největší chrám Krymu a největší chrám Sevastopolu.
Práce na vnitřní výzdobě se rozeběhly teprve v předvečer oslav 900 let od pokřtění Rusi, během oslav 13. června 1888 tak byl vysvěcen pouze spodní chrám Narození přesvaté Bohorodice, v němž byl již instalován vyřezávaný ikonostas. Práce na výzdobě hlavního chrámu začaly téhož roku pod vedením architekta Nikolaje Michajloviče Čagina. Vnitřní výmalbu a ikony pro hlavní ikonostas zhotovil akademický malíř Alexej Ivanovič Korzuchin. Mramorové prvky (ikonostas hlavního chrámu, mozaikové podlahy, mramorová balustráda aj.) byly zhotoveny italskými mistry.
Slavnostní vysvěcení provedl 17. října 1891 archiepiskop taurický a simferopolský Martinian, i když zcela dokončen byl chrám až roku 1894.
Pravý přídělek byl zasvěcen svatořečenému knížeti Alexandru Něvskému, levý apoštolu Ondřeji.
Ze Zimního paláce v Petrohradu sem byly přeneseny ostatky svatého Vladimíra a uloženy v spodním chrámu, hned vedle historických pozůstatků původní baziliky.

## Obnova
Během intenzivních bojů 2. světové války byla katedrála svatého Vladimíra silně poničena. Při obléhání Sevastopolu zasáhl kupoli granát těžkého kalibru. Během okupace Němci v chrámu skladovali muzejní exponáty, které chtěli vyvézt do Německa. To se jim sice nakonec nepodařilo, avšak těsně před osvobozením Sevastopolu 9. května 1944 byla asi 1/3 chrámu vyhozena do vzduchu.
Práce na obnově chrámu začaly až na konci 90. let 20. století podle projektu kyjevského ústavu Ukrprojektrestavracija, pod vedením architekta Jevgenije Osadčého. Vnitřní výmalbu, napodobující zničenou původní, provedli podle dochovaných fotografií malíři z Kyjeva, Petrohradu a Krymu.
Znovu byla katedrála vysvěcena 3. dubna 2004.

## Galerie

Katedrála roku 1880
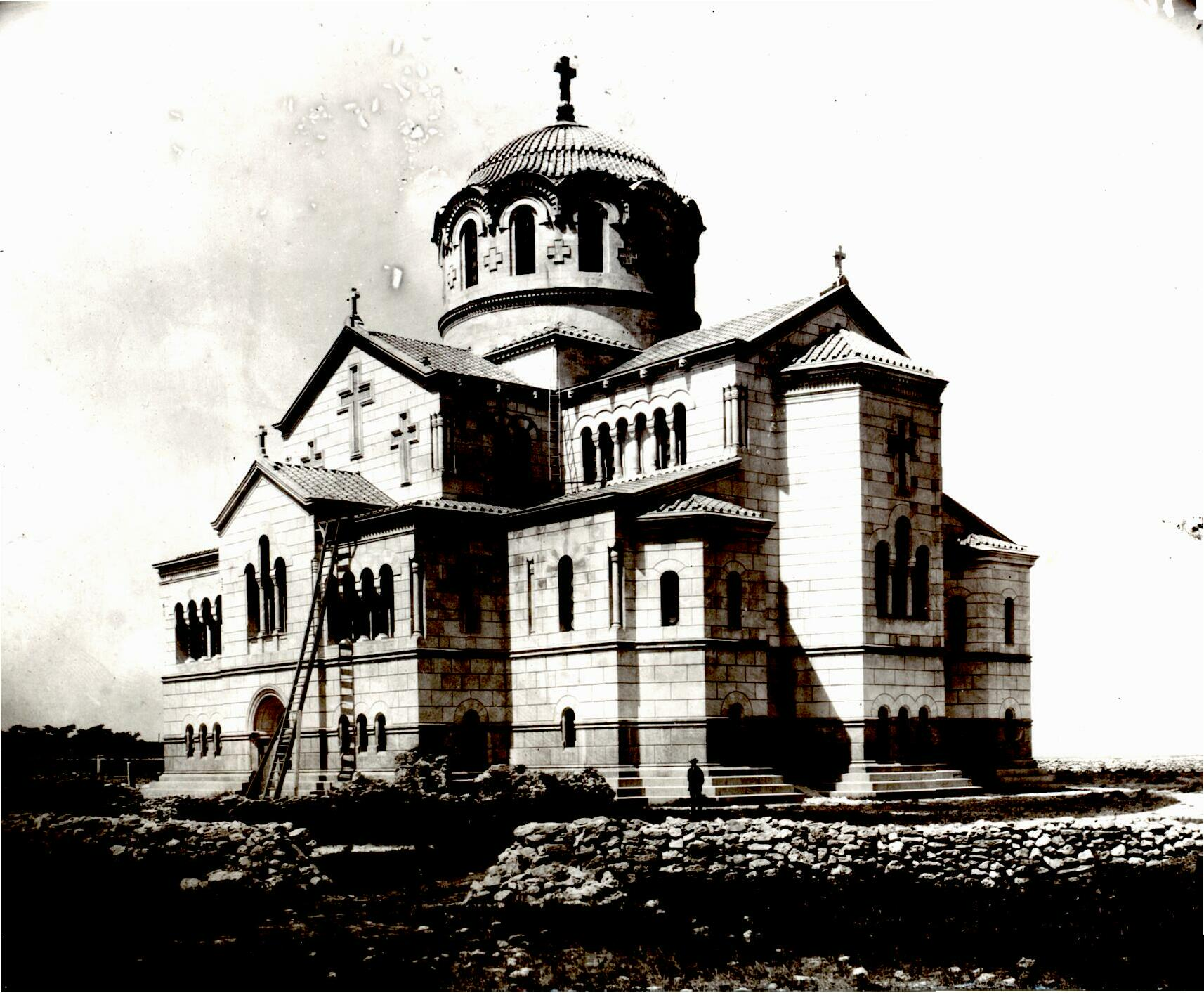
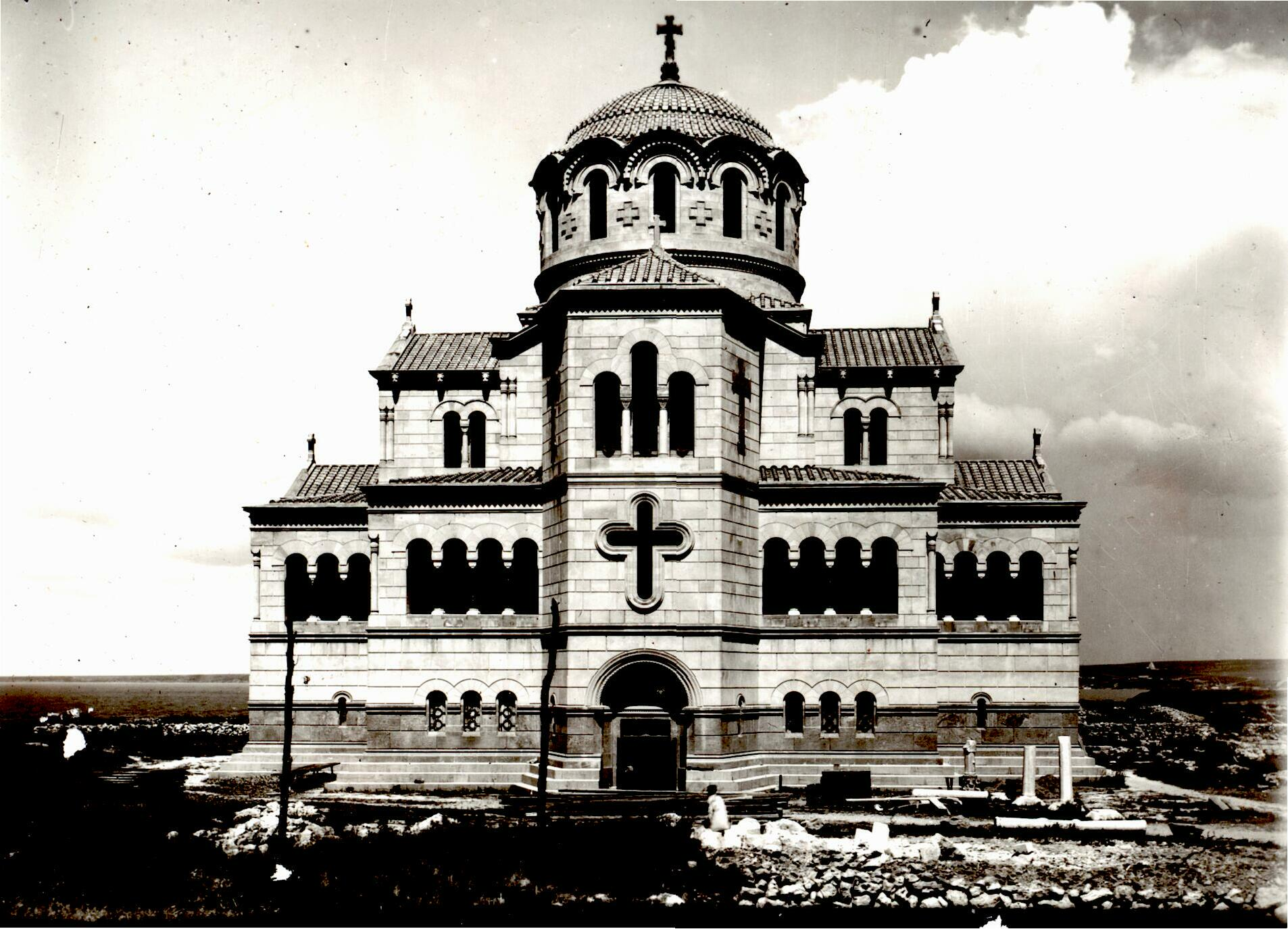
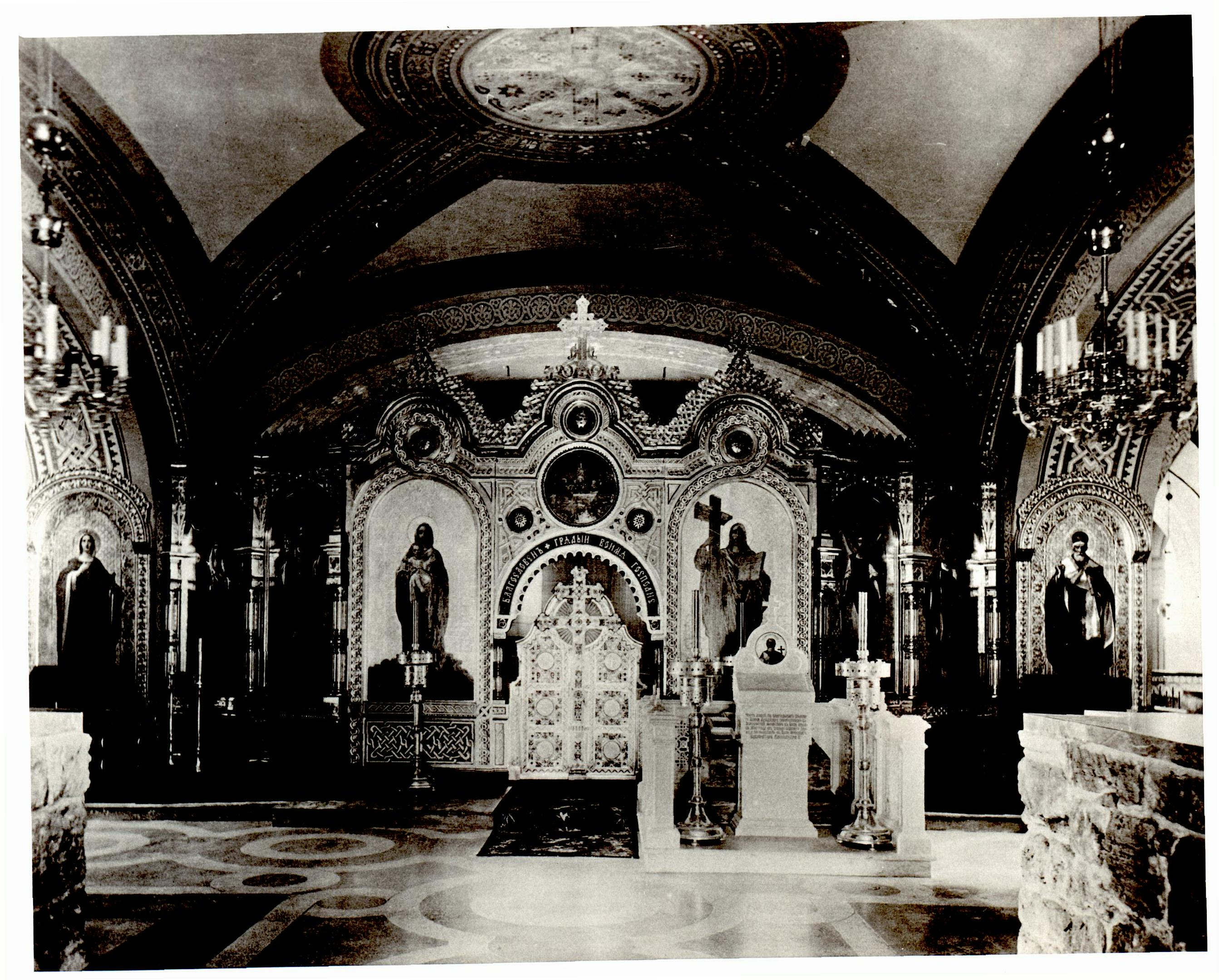
Spodní chrám
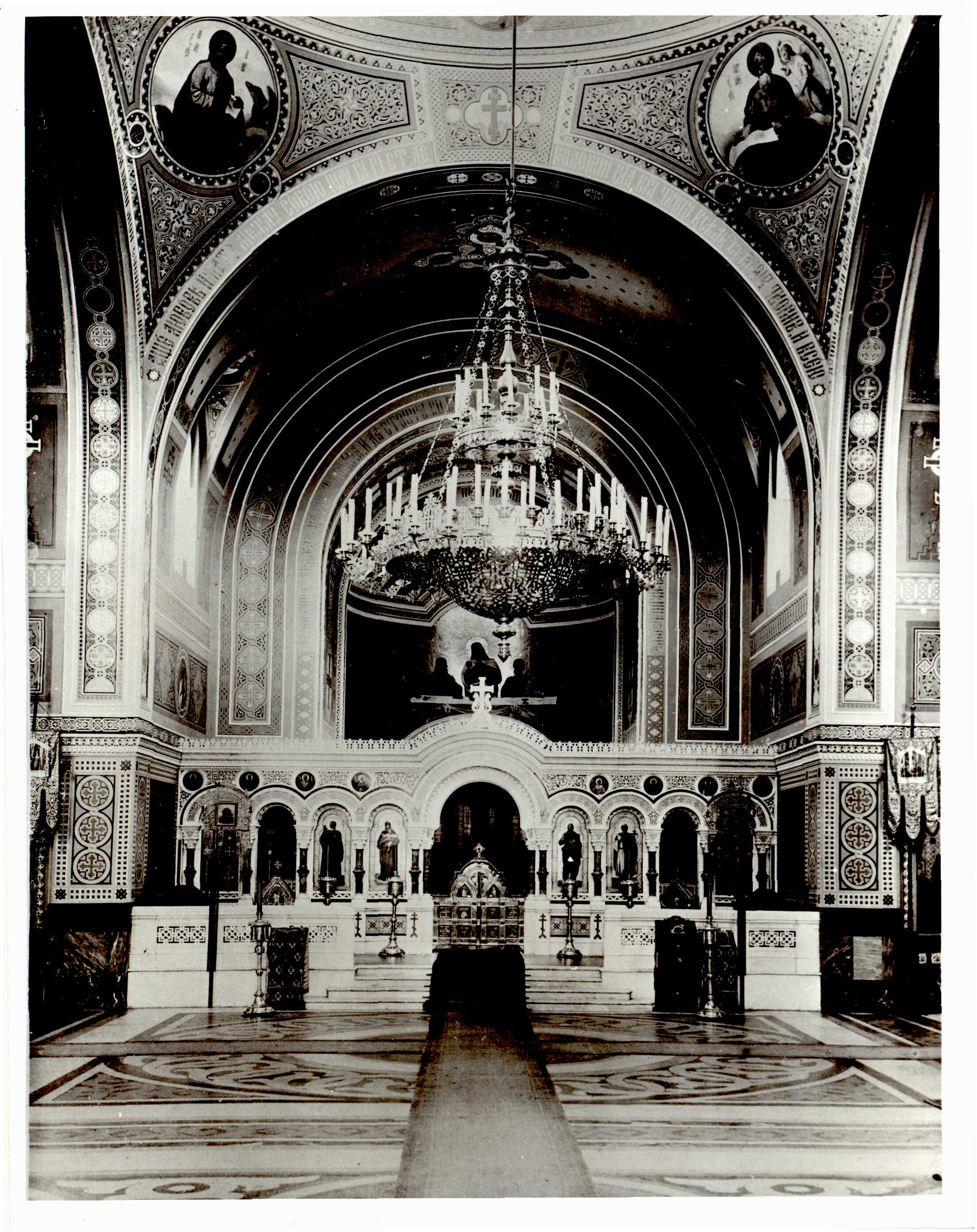
Hlavní chrám

Katedrála na počátku 21. století
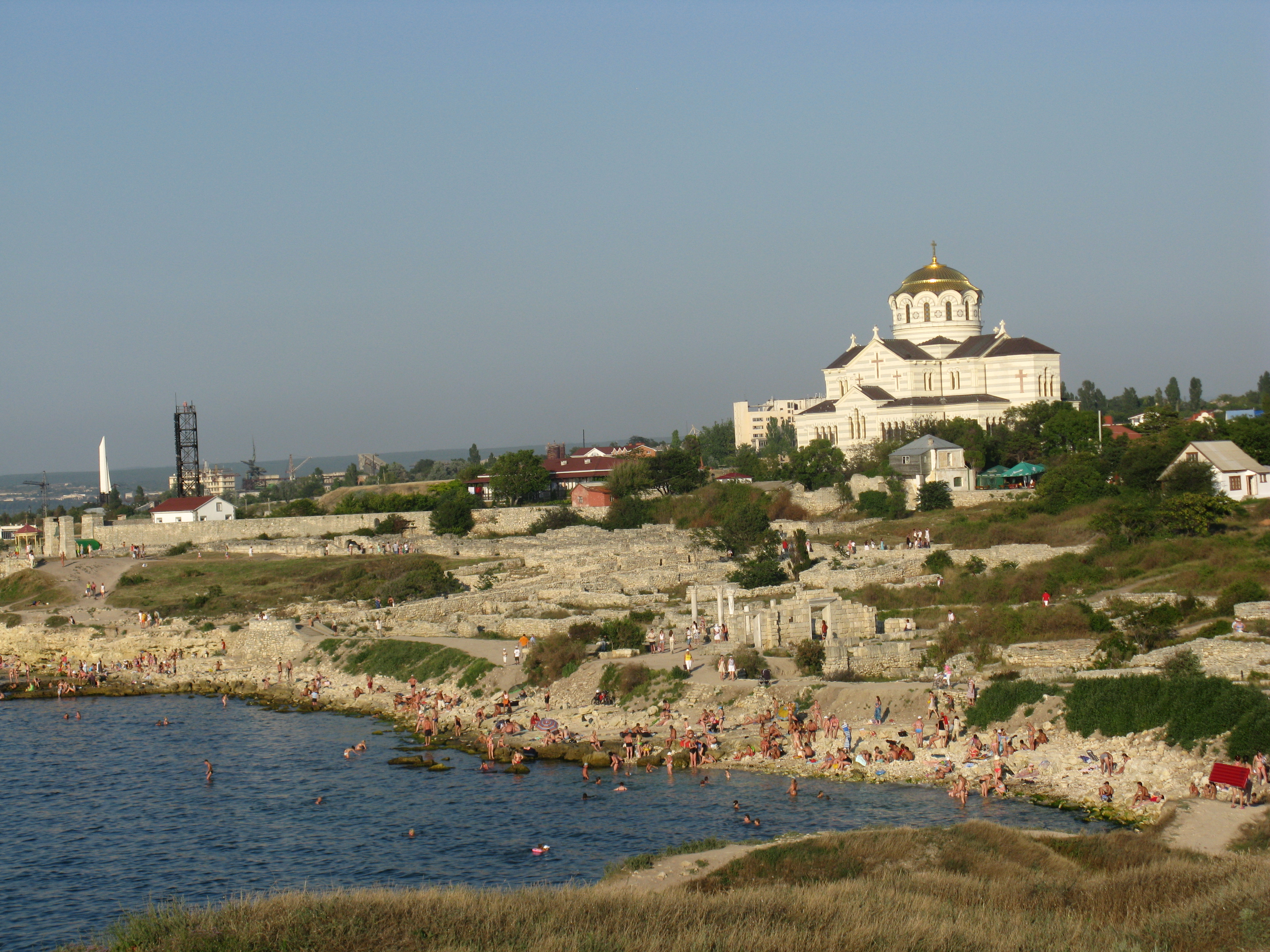
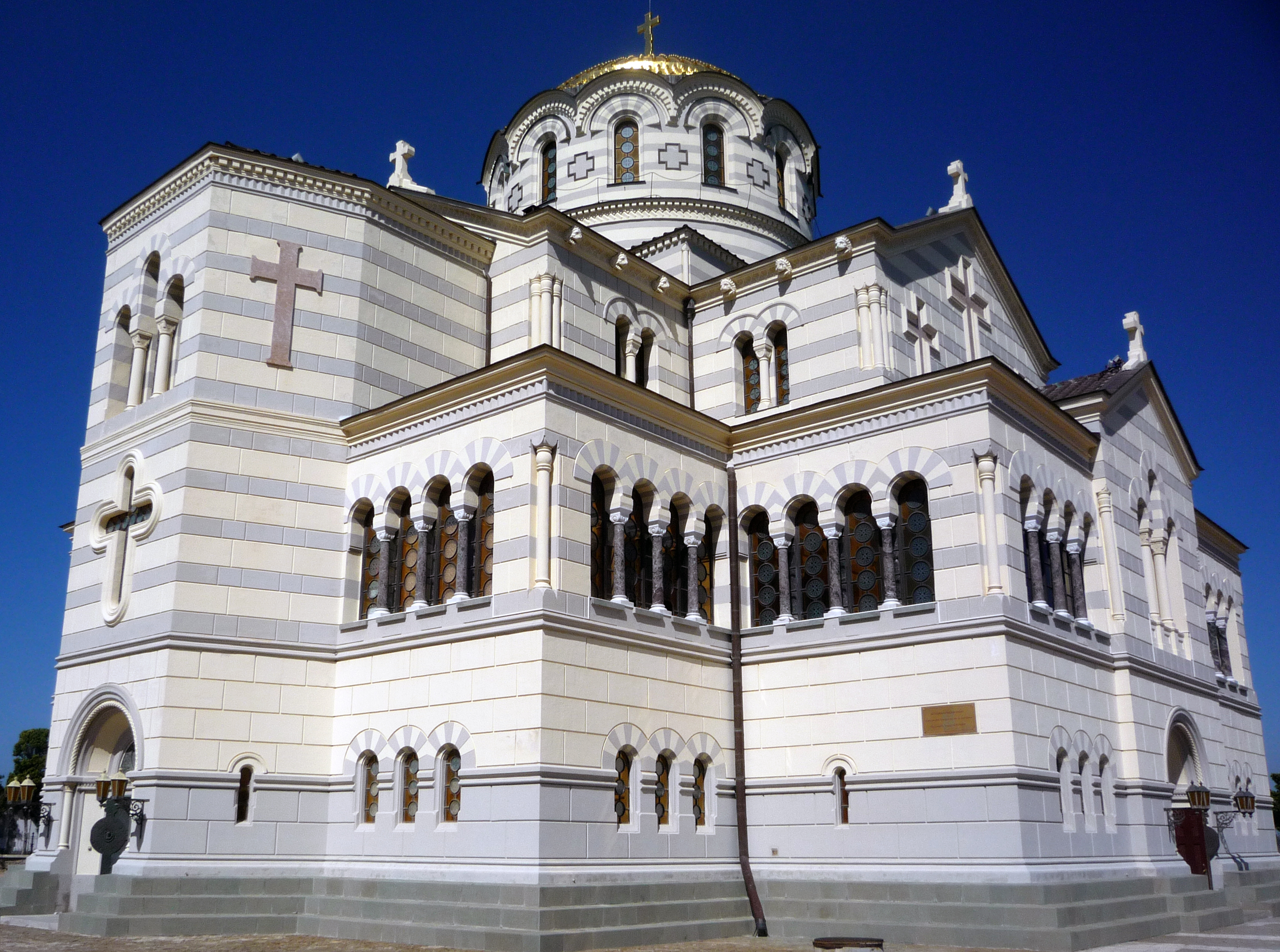
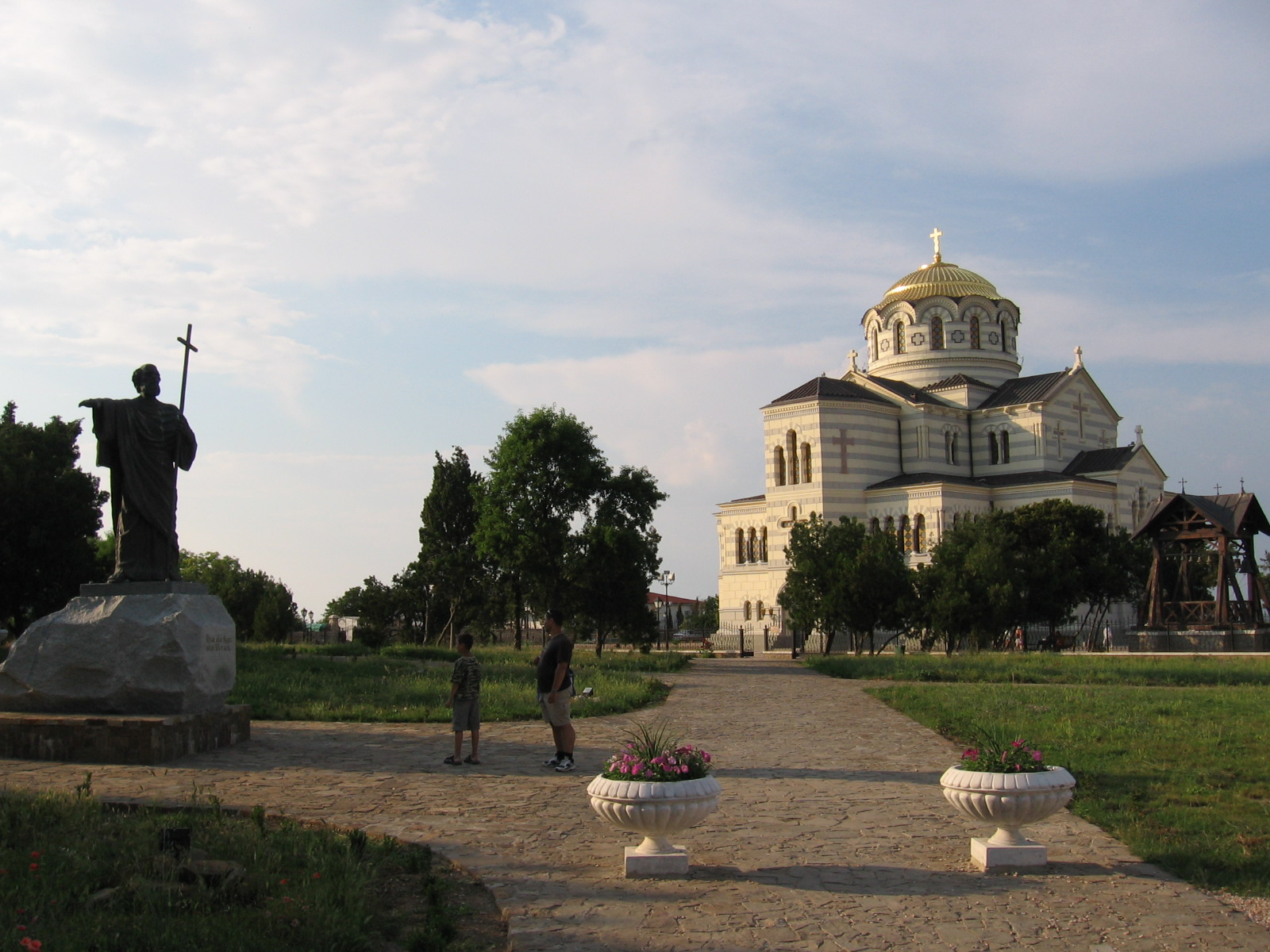
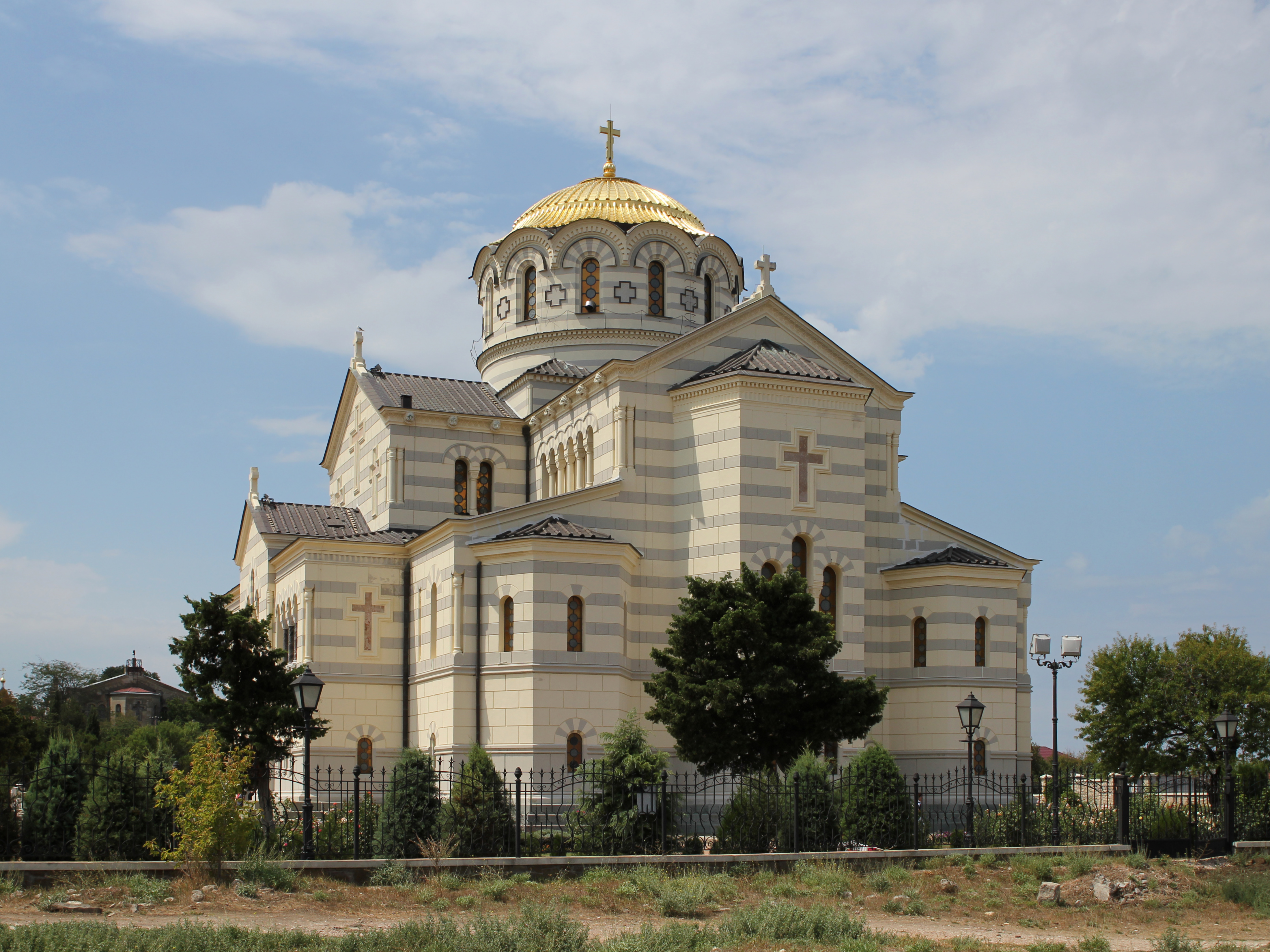